# Pohřební komora

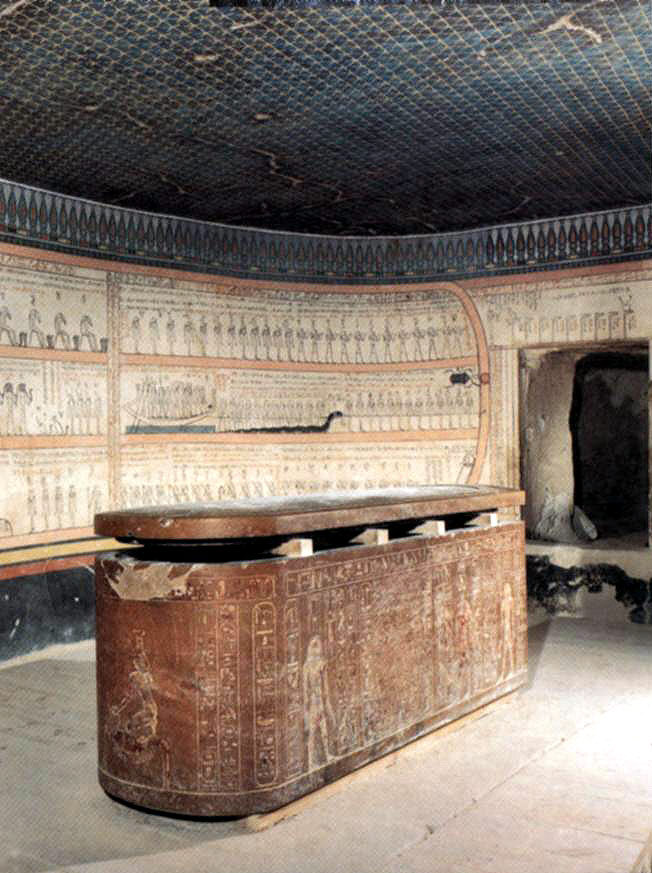
Pohřební komora se sarkofágem v hrobce Thutmose III.

Pohřební komora je uzavřené místo sloužící k uložení ostatků lidí. V každé kultuře a náboženství má jiné označení. Jedná se o místo pro mrtvé, kam mají živí omezený přístup. Nachází se na pohřebišti nebo i osamoceně a je určena k uložení celých těl či popela nebožtíků.
Charakteristickým příkladem těchto míst jsou pohřební komory v egyptských hrobkách, jako je například hrobka KV34 v Údolí králů, v níž byl uložen faraon Thutmose III. Mezi nejznámější pak náleží pohřební komora faraóna Tutanchamona, která byla odkryta v roce 1923. Staroegyptské pohřební komory však nemusí náležet pouze faraónům, ale i běžným obyvatelům střední třídy, jak ukázal například objev 40 mumií v egyptské provinci Mínjá.
Vojtěch Zamarovský popisuje pohřební komoru v egyptských hrobkách jako místnost určenou k uložení mrtvoly; další místnost sloužila k uložení potřeb pro posmrtný život a třetí byla určena pro zádušní kult. Pohřební komora se nacházela v hloubce dvou, ale i dvaceti metrů pod zemí, obvykle vytesaná ve skále; pokud byla vyhloubena v písku, byla obložena cihlami a strop byl trámový. Nejmenší známá pohřební komora má strany o velikosti asi 1 m, tělo do ní bylo uloženo svisle. Největší pohřební komory mají strany 10 až 12 m a výšku 2 až 4 m. Před komorou byla zpravidla předsíň, ke které vedla šachta pro spuštění rakve; v době stavby sloužila i jako přívod vzduchu dělníkům.
Do větších pohřebních komor byl umístěn kamenný sarkofág pro rakev, většinou z vápence nebo žuly. Po uložení rakve s mumií byl mezi předsíň a šachtu spuštěn kamenný blok a šachta byla zasypána; uzavření přístupu do pohřební komory tak mělo mrtvému zajistit věčný klid.